# Bete Merqorewos
Bete Merqorewos ou Biet Mercoreos ("La maison de Mercorius" ou Saint Mercurius) est une église éthiopienne orthodoxe située à Lalibela, dans l’Amhara, en Éthiopie. 
C'est une des onze églises rupestres de la ville. Elle fait partie du groupe de quatre églises situé au Sud-Est.
En découvrant cet endroit, en septembre 1520, Francisco Alvarez, chapelain d'une mission occidentale envoyée à la cour impériale d'Ethiopie écrivît : "A mon avis, il ne se trouve rien dans le monde entier de semblable, des églises sculptées avec art dans le rocher vif."

## Description
L'église actuelle semble n'avoir jamais été achevée ; la veine de la roche ne semble pas avoir été suffisamment grande. Cette structure conçue comme une salle hypostyle a peut-être été conçue à l'origine comme un lieu de rencontre.  
Bete Merqorewos s'est en partie écroulée lors d'un tremblement de terre au XVIe siècle. Un mur a été construit dans les années 1980 pour fermer la partie restante. 
Elle se trouve à l'aboutissement du long tunnel qui joint les églises du groupe Nord-Ouest à celles du groupe Sud-Est dont elle fait partie. 
L'église est une salle souterraine aux piliers irréguliers et grossièrement sculptés. Elle mesure environ 25 m compte tenu de sa forme extrêmement irrégulière.
Cette église est la plus ancienne des 11 églises de Lalibela et des hypothèses font d'elle, tout comme Bete Gebriel-Rufael, une résidence royale transformée en église ultérieurement. D'autres hypothèses disent plutôt qu'elle était une résidence civile ou militaire avant de devenir une église.  

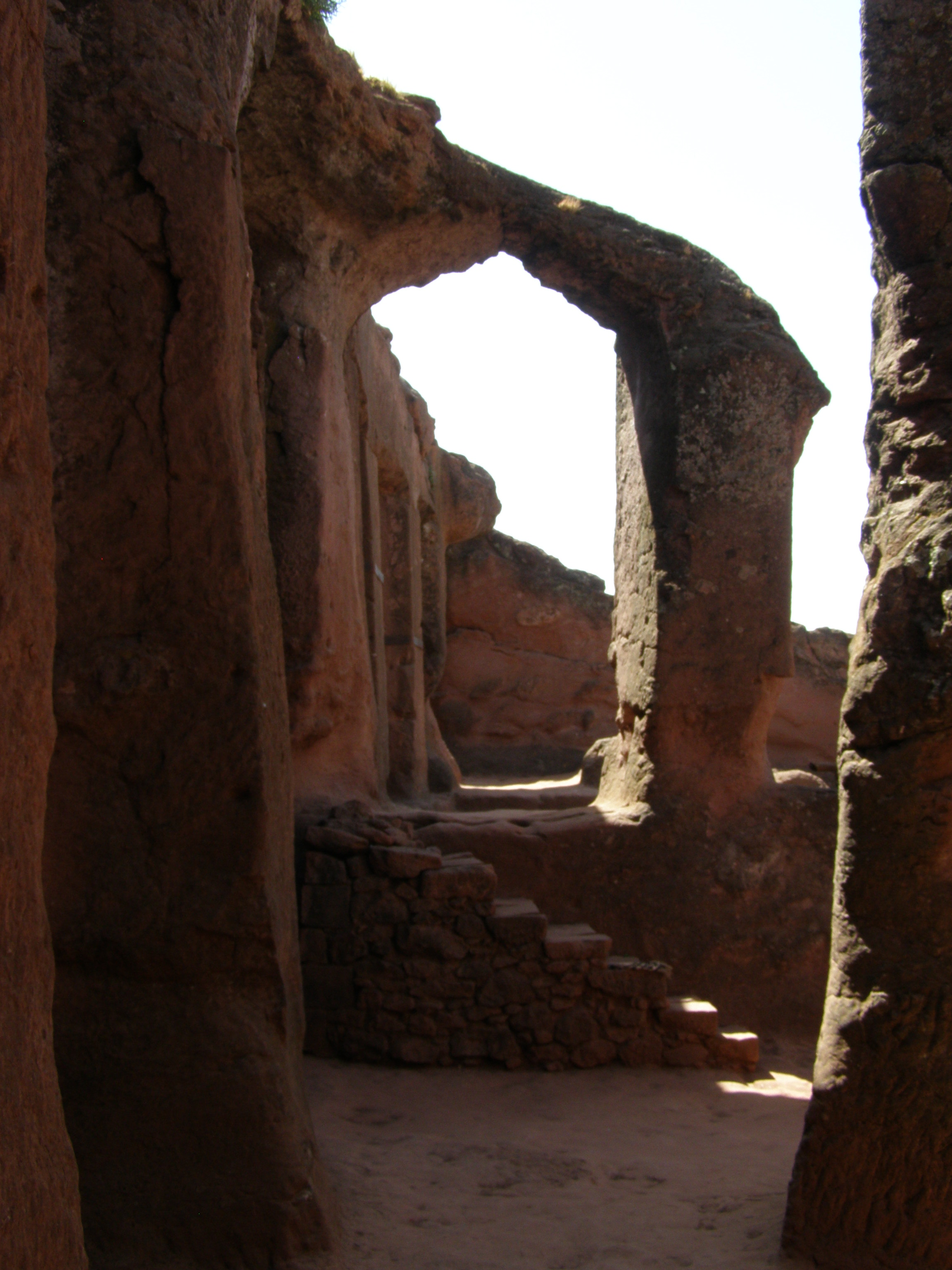
Le seul pilier extérieur restant
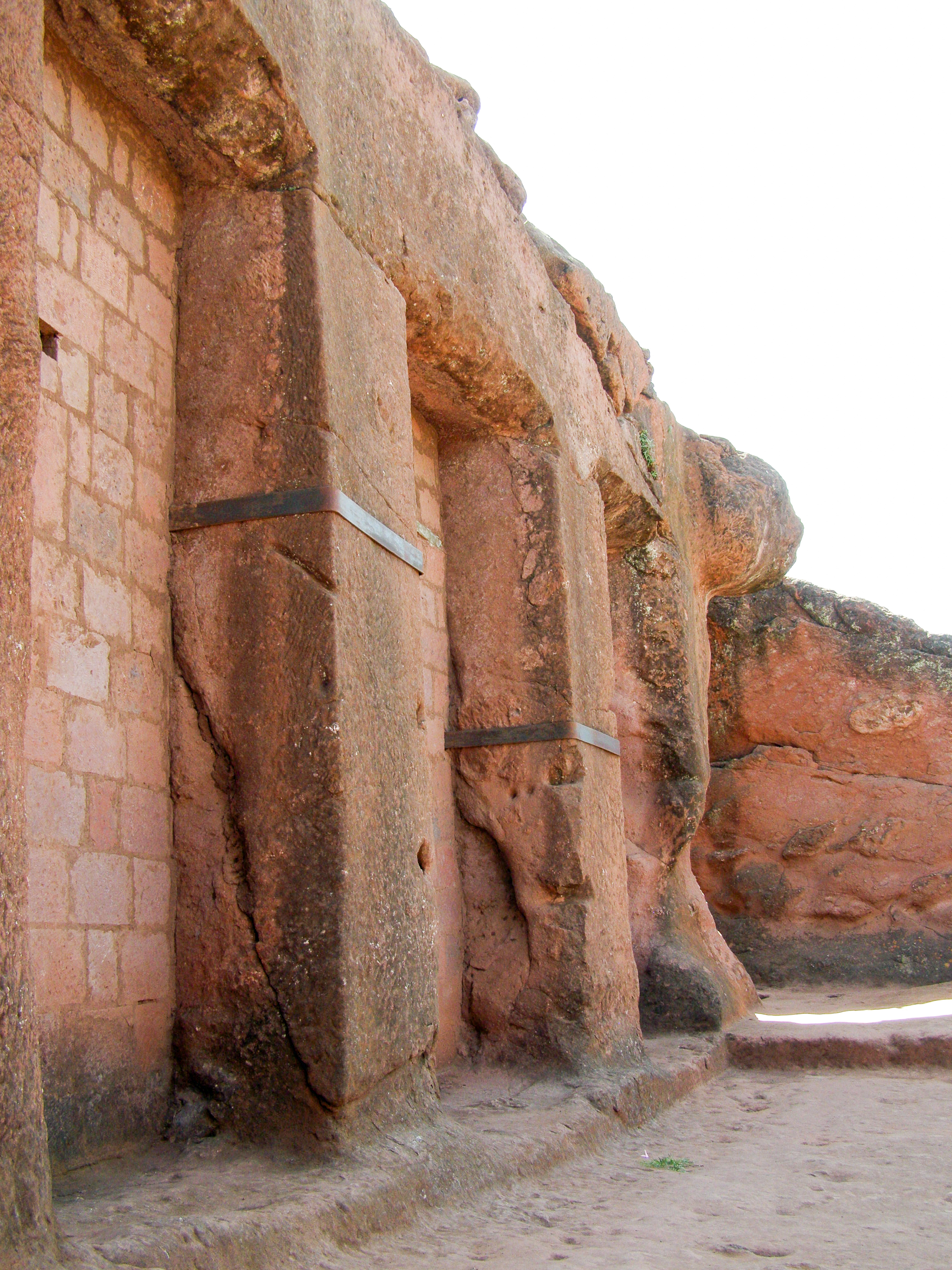
La façade consolidée
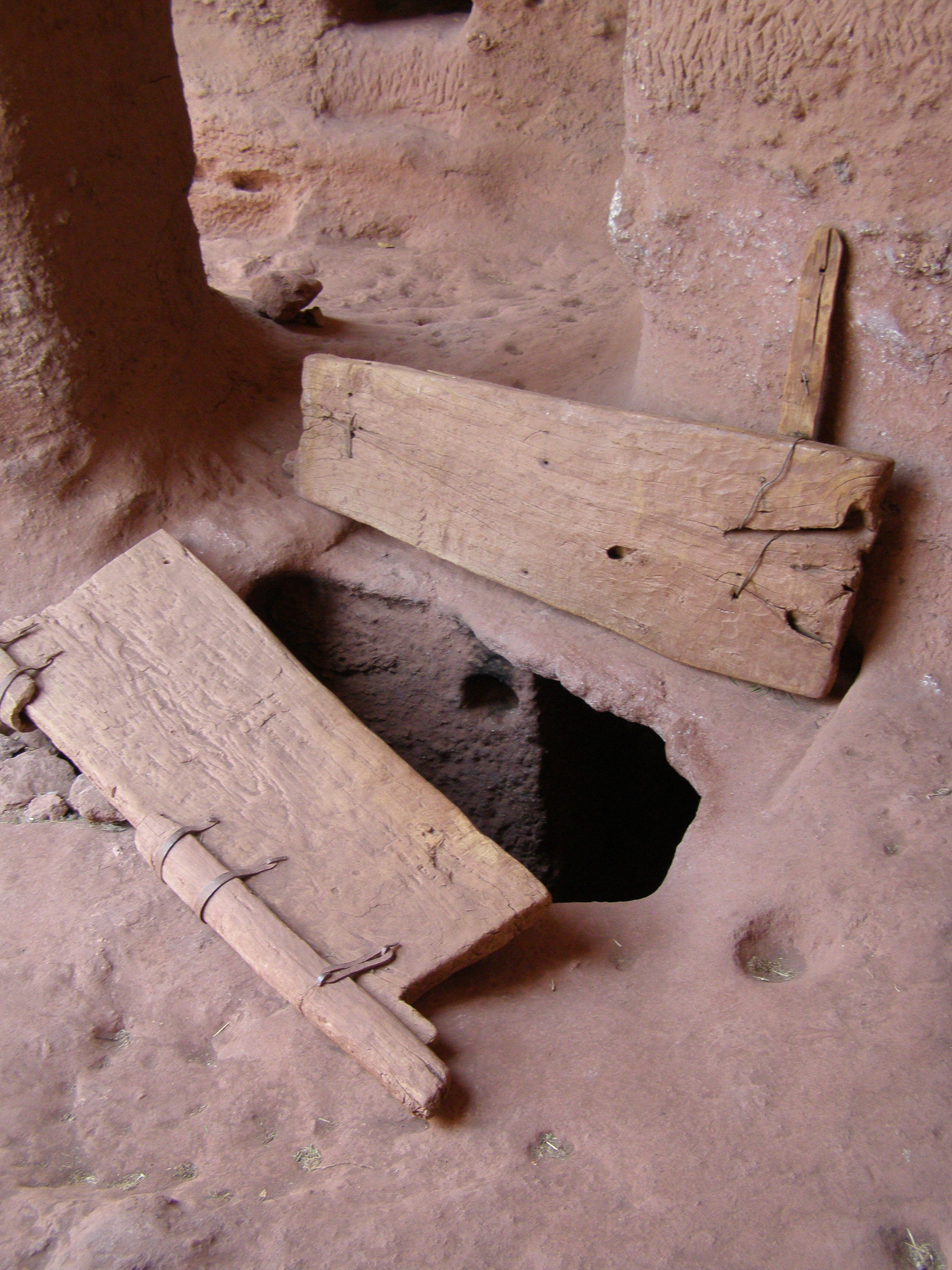
Entrée du tunnel